# Villers-en-Haye
Villers-en-Haye és un municipi francès situat al departament de Meurthe i Mosel·la i a la regió del Gran Est. L'any 2007 tenia 164 habitants.

## Demografia

### Població
El 2007 la població de fet de Villers-en-Haye era de 164 persones. Hi havia 63 famílies, de les quals 22 eren unipersonals (11 homes vivint sols i 11 dones vivint soles), 15 parelles sense fills, 22 parelles amb fills i 4 famílies monoparentals amb fills.
La població ha evolucionat segons el següent gràfic:
Habitants censats

### Habitatges
El 2007 hi havia 70 habitatges, 67 eren l'habitatge principal de la família, 2 eren segones residències i 1 estava desocupat. 69 eren cases i 1 era un apartament. Dels 67 habitatges principals, 61 estaven ocupats pels seus propietaris, 2 estaven llogats i ocupats pels llogaters i 5 estaven cedits a títol gratuït; 1 tenia una cambra, 5 en tenien dues, 5 en tenien tres, 18 en tenien quatre i 40 en tenien cinc o més. 53 habitatges disposaven pel capbaix d'una plaça de pàrquing. A 30 habitatges hi havia un automòbil i a 29 n'hi havia dos o més.

### Piràmide de població
La piràmide de població per edats i sexe el 2009 era:
| Homes | Edats   | Dones |
| ----- | ------- | ----- |
| 0     | 95 o +  | 0     |
| 4     | 90 a 94 | 0     |
| 0     | 85 a 89 | 8     |
| 0     | 80 a 84 | 0     |
| 8     | 75 a 79 | 4     |
| 0     | 70 a 74 | 4     |
| 4     | 65 a 69 | 12    |
| 0     | 60 a 64 | 4     |
| 8     | 55 a 59 | 0     |
| 0     | 50 a 54 | 8     |
| 12    | 45 a 49 | 4     |
| 4     | 40 a 44 | 4     |
| 4     | 35 a 39 | 8     |
| 0     | 30 a 34 | 4     |
| 4     | 25 a 29 | 0     |
| 4     | 20 a 24 | 0     |
| 8     | 15 a 19 | 0     |
| 8     | 10 a 14 | 4     |
| 4     | 5 a 9   | 8     |
| 0     | 0 a 4   | 4     |

## Economia
El 2007 la població en edat de treballar era de 100 persones, 82 eren actives i 18 eren inactives. De les 82 persones actives 79 estaven ocupades (44 homes i 35 dones) i 3 estaven aturades (3 homes). De les 18 persones inactives 4 estaven jubilades, 6 estaven estudiant i 8 estaven classificades com a «altres inactius».

### Ingressos
El 2009 a Villers-en-Haye hi havia 77 unitats fiscals que integraven 182,5 persones, la mediana anual d'ingressos fiscals per persona era de 19.544 €.

### Activitats econòmiques
Dels 2 establiments que hi havia el 2007, 1 era d'una empresa extractiva i 1 d'una empresa de construcció.
L'únic servei als particulars que hi havia el 2009 era un paleta.
L'any 2000 a Villers-en-Haye hi havia 5 explotacions agrícoles que ocupaven un total de 1.060 hectàrees.

## Poblacions més properes
El següent diagrama mostra les poblacions més properes.